# Chassemy
Chassemy es una comuna francesa, situada en el departamento de Aisne, de la región de Alta Francia.

## Demografía
| 443 | 459 | 455 | 588 | 674 | 709 | 770 | 799 | 871 |
| Para los censos de 1962 a 1999 la población legal corresponde a la población sin duplicidades (Fuente: INSEE [Consultar]) |     |     |     |     |     |     |     |     |